# Guy Boniface
Pour les articles homonymes, voir Boniface.
Pas d'image ? Cliquez ici

a Compétitions nationales et continentales officielles uniquement.

b Matchs officiels uniquement.
Guy Boniface né le 6 mars 1937 à Montfort-en-Chalosse, dans les Landes et mort le 1er janvier 1968 des suites d'un accident de voiture à Saint-Sever, est un joueur international français de rugby à XV. Il évolue durant sa carrière de joueur au poste de trois-quarts centre aux côtés de son frère aîné, André Boniface. 
Il compte trente-cinq sélections en équipe de France entre 1960 et 1966. Il marque quinze essais. Il évolue dix années avec le club du Stade montois de 1958 à 1968. Il est un des acteurs de la victoire française lors de deux Tournois des Cinq Nations (1960 et 1961). Il est champion de France en 1962-1963.

## Biographie

### Carrière sportive
Formé à l'Association sportive montfortoise, Guy Boniface intègre plus tard les équipes de jeunes du Stade montois.
Il joue son premier match en équipe première senior à l'occasion des 8e de finale de championnat de France 1954-1955, rejoignant ainsi son frère André Boniface.
Antoine Blondin a attribué aux « frères Boni », le premier usage de la passe croisée en ces termes : « La célèbre passe croisée, que les deux frères illustrèrent sur toutes les pelouses du monde et portèrent à sa plus ample perfection, était entre leurs mains la passe d'un croisé à l'autre. La Terre Sainte, ainsi appelle-t-on l'en-but adverse, n'était pas chez eux un vain mot ».
Lors du tournoi des Cinq Nations 1963, l'équipe de France s'incline à deux reprises, mais termine deuxième du Tournoi. Les 40 points des Français sont inscrits par l'ouvreur dacquois Pierre Albaladejo (16 points, 1 pénalité, 1 drop, 5 transformations), Christian Darrouy (9 points, 3 essais), Guy Boniface (9 points, 3 essais) et André Boniface (6 points, 2 drops), tous les quatre joueurs landais. 
En 1963, Guy Boniface et son club se qualifient pour la finale. La finale du championnat de France disputée à Bordeaux suscite beaucoup de ferveur dans les Landes, puisque le Stade montois est opposé aux coéquipiers de Pierre Albaladejo, l'US Dax. 40 kilomètres séparent les deux villes, la préfecture et la sous-préfecture ; aucun des deux clubs n'a encore gagné le titre. Parmi les nombreuses couvertures médiatiques sur la semaine précédant l’événement sportif landais, l'une des plus notables est à l'initiative du journal régional Sud Ouest. Les rédactions départementales organisent une rencontre sur terrain neutre entre les capitaines et entraîneurs des deux clubs : Pierre Albaladejo et Jean Desclaux face à André Boniface et Fernand Cazenave répondent ainsi aux questions de la presse à Tartas, commune à équidistance des deux cités landaises concernées.
Il est l'initiateur de la création du CSM Clamart, club né d’un pari début 1963, entre lui et Yves Vivent, un cousin éloigné méridional,.
Le 9 janvier 1965, pour le premier match du tournoi, la ligne d'attaque est composée par Jean Capdouze-Christian Darrouy-Jean Piqué-Guy Boniface-Jean Gachassin-Paul Dedieu. Jean Capdouze, champion de France 1963-1964 avec la Section paloise, commence le tournoi des Cinq Nations 1965 au poste de demi d'ouverture avant de se blesser et de perdre sa place pour la quatrième rencontre au profit de Jean Gachassin, qui glisse de l'aile à l'ouverture pour les trois derniers matchs de l'année 1965.  
Le 27 mars 1965 au stade olympique Yves-du-Manoir de Colombes, l'équipe de France reçoit celle du pays de Galles. C'est la première fois que les frères André et Guy Boniface jouent ensemble à Colombes, avec Jean Gachassin à l'ouverture. « Si on ne voulait pas se planter, se rappelle Gachassin, il fallait prendre les avants avec nous. Il fallait leur parler pour qu'ils se battent comme jamais et qu'ils nous donnent de bons ballons (…) On avait donc conditionné Michel Crauste, notre capitaine et mon capitaine à Lourdes qui avait passé le message devant. » Dans les couloirs de Colombes, au moment de pénétrer sur la pelouse, Jean Gachassin déclare: « Ces sélectionneurs, ils nous emmerdent ! Maintenant, on est sur le terrain et on fait ce qu'on veut ! »  À l'issue de la première mi-temps, la France mène 19 à 0 grâce à quatre essais, dont deux de Guy Boniface et un d'André Herrero de près de 80 mètres. Jean Gachassin est à l'origine de l'essai, les frères Boniface à la manœuvre et un avant, André Herrero, à la conclusion. Le score final est de 22 à 13 pour les Français. Outre la qualité du match , l'arbitre irlandais, Gililand, est remplacé à la 32e minute par son suppléant français, Bernard Marie, qui sera ainsi le premier arbitre français à officier dans un match du Tournoi. La France termine deuxième du tournoi, privant le pays de Galles de Grand Chelem. 
Le 26 mars 1966, le pays de Galles et la France s'affrontent à Cardiff avec la victoire dans le Tournoi comme enjeu. Les Gallois l'emportent 9 à 8. Stuart Watkins, l'ailier gallois, intercepte une passe de Gachassin à André Boniface déviée par le vent, et marque l'essai de la victoire. Midi olympique écrit: « le pack français trahi ! ». La Fédération française en profite pour limoger Jean Prat et écarter Jean Gachassin, ainsi qu'André et Guy Boniface, auxquels elle reprochait d’avoir désobéi et d'être responsables de la défaite française.

### Décès et obsèques
Le 31 décembre 1967, au retour d'un match de bienfaisance à Orthez, dans un virage, le coupé sport conduit par Claude Bercovitz dans lequel il a pris place au dernier moment, au lieu de rentrer avec son frère comme au voyage aller, quitte la route d’Hagetmau. Transporté à la clinique Fournier à Saint-Sever, il décède le lendemain, à 30 ans, après que son frère André a pu lui serrer une dernière fois la main pendant de longues minutes sur la table d'opération. Le corps de Guy Boniface est transporté à Montfort-en-Chalosse, dans la maison de ses parents, et déposé dans la chambre d’amis, car de la fenêtre, on voit les poteaux du terrain de rugby.
Lors de ses obsèques à Montfort-en-Chalosse, où il est enterré, son cercueil est porté par des joueurs de Mont-de-Marsan et de Montfort. Sont notamment présents les rugbymen André Herrero, Walter Spanghero, Jean Gachassin, Jacky Bouquet, Jo Maso, Guy Camberabero et son frère Lilian, Jean-Michel Cabanier, Pierre Lacroix, Jean Prat et son frère Maurice, Jean-Claude Berejnoï, Arnaldo Gruarin, Amédée Domenech , etc., mais aussi d'autres personnalités extra- sportives : Anouk Aimée, Pierre Barouh, Antoine Blondin et Denis Lalanne.

## Palmarès

### En club
En dix saisons passées avec le Stade montois, Guy Boniface remporte le Championnat de France en 1962-1963. Il est finaliste en 1958-1959. Il remporte 3 fois le Challenge Yves du Manoir en 1960, 1961 et 1962 et en est finaliste en 1958 et 1966.
- Finaliste de la Coupe d'Europe des clubs champions FIRA en 1964

### En équipe nationale
Guy Boniface a remporté deux Tournois en 1960 et 1961. En 1960 et en 1961, c'est le Petit Chelem, une victoire sans défaite (trois matchs gagnés et un match nul).
| Édition           | Rang | Résultats France | Résultats Guy Boniface | Matchs Guy Boniface |
| ----------------- | ---- | ---------------- | ---------------------- | ------------------- |
| Cinq Nations 1960 | 1    | 3 v, 1 n, 0 d    | 2 v, 0 n, 0 d          | 2/4                 |
| Cinq Nations 1961 | 1    | 3 v, 1 n, 0 d    | 3 v, 1 n, 0 d          | 4/4                 |
| Cinq Nations 1963 | 2    | 2 v, 0 n, 2 d    | 2 v, 0 n, 2 d          | 4/4                 |
| Cinq Nations 1964 | 3    | 1 v, 1 n, 2 d    | 0 v, 0 n, 1 d          | 1/4                 |
| Cinq Nations 1965 | 2    | 2 v, 1 n, 1 d    | 2 v, 1 n, 1 d          | 4/4                 |
| Cinq Nations 1966 | 2    | 2 v, 1 n, 1 d    | 2 v, 1 n, 1 d          | 4/4                 |

Légende : v = victoire ; n = match nul ; d = défaite ; la ligne est en gras quand il y a Grand Chelem.

## Statistiques en équipe nationale
De 1960 à 1966, Guy Boniface dispute 35 matchs avec l'équipe de France au cours desquels il marque 15 essais. Il participe notamment à six tournois des Cinq nations de 1960 à 1966. Il remporte deux Petits Chelem et termine toujours dans les trois premiers du tournoi. Il participe aux tournées en Argentine en 1960, en Nouvelle-Zélande et en Australie en 1961. 
Guy Boniface débute en équipe nationale à l'âge de 23 ans le 26 mars 1960. Il joue jusqu'en mars 1966 en étant écarté puis rappelé en équipe de France. 
- 35 fois international (il ne joue aux côtés de son frère que 18 fois)
- 15 essais (45 points)
- Sélections par année : 7 en 1960, 10 en 1961, 1 en 1962, 6 en 1963, 1 en 1964, 6 en 1965, 4 en 1966
- Tournée en Nouvelle-Zélande en 1961

## Autres activités
Guy Boniface tient un bar de style pub anglais ainsi que l'établissement de nuit Le Club, rue Léon-Gambetta à Mont-de-Marsan,.

## Hommages
- Quelques jours après sa mort, la municipalité de Montfort-en-Chalosse décide de donner le nom de Guy Boniface à son stade. Le stade à son nom est inauguré par le préfet des Landes le 8 septembre 1968[22]. Le 29 octobre 2022, à l'occasion du centenaire de l'Association sportive montoise, le stade est rebaptisé stade André-et-Guy-Boniface, une cérémonie a lieu en présence notamment d'André Boniface, de Michel Jazy, de Christian Darrouy et Serge Blanco[23].
- À Mont-de-Marsan, le stade Barbe d'Or, du nom du quartier de la ville dans lequel il se trouve, est rebaptisé en 2000 stade Guy-Boniface. En 2020, il est rebaptisé stade André-et-Guy-Boniface.
- Les stades de Vendôme, Villejuif, Neuilly-sur-Marne et d'Élancourt, portent également son nom.